# 爪哇人
爪哇人（英語：Javanese people，也可寫為Javan，或是Javanese，Wong Jawa（以地方話語域表達）；ꦠꦶꦪꦁꦗꦮꦶ，Tiyang Jawi（以敬語語域表達））是居住在印尼爪哇島中部和東部的原住民。爪哇族人口數目約有1億，是印尼，乃至整個東南亞的最大單一族群。其母語為爪哇語，屬於南島語系中的亞群。
在爪哇島中部和東部地區之外的印尼其他省份，以及蘇利南、新加坡、馬來西亞、埃及、沙烏地阿拉伯、葉門和荷蘭等，也有大量爪哇族僑民。大多數爪哇族自認是遜尼派的穆斯林，少數人自認是基督徒和印度教徒。但爪哇文明經歷一千多年，在本土既有的喀嘉文（泛靈論）和印度的印度教-佛教文化之間相互作用， 所產生的影響在爪哇的歷史、文化、傳統和藝術中仍然可見。 爪哇歷史遺跡中有世界上最大的廟宇建築群，如普蘭巴南（於中爪哇省，是印尼最大的印度教建築群，院內最初有240座廟宇）和婆羅浮屠（於中爪哇省，是世界上最大的佛寺群）。爪哇文化也對傳統的海洋東南亞文化產生影響，尤其是在汶萊、馬來西亞、新加坡、泰國南部和菲律賓等地。對於在文萊、馬來西亞和新加坡的現代馬來文化，也在許多方面有廣泛的影響。爪哇文化也深入影響到馬來料理中，如沙嗲、叄巴醬、馬來粽、薑黃飯 (也稱pulut kuning)和羅惹等。馬來族透過與爪哇族接觸，而導入格里斯劍、蠟染、甘美朗、絨更舞和哇揚皮影偶戲。爪哇文化也因許多爪哇僑民播遷，而散佈到東南亞以外地區，如斯里蘭卡、南非和蘇利南。爪哇族有龐大的人口，他們是繼阿拉伯穆斯林、孟加拉國穆斯林和旁遮普穆斯林之後，為世界上第四大穆斯林族群。

## 爪哇亞群
爪哇族有相當數量的亞群，依據島上原住民的特徵、習俗、傳統、方言，甚至是生活方式，可劃分為：
1. 巴格嵐（英语：Bagelen）爪哇族
2. 班尤馬山爪哇族
3. 布羅拉（英语：Blora regency）爪哇族
4. 加勒比爪哇族（經承認的爪哇海外僑民）
5. 南麻由（英语：Indramayu）爪哇族
6. 絨網爪哇族
7. 克都（Kedu）爪哇族
8. 庫都斯（英语：Kudus, Indonesia）爪哇族
9. 茉莉芬爪哇族
10. 馬塔蘭爪哇族
11. 北加浪岸爪哇族
12. 佩馬朗（英语：Pemalang regency）爪哇族
13. 直葛爪哇族
14. 三寶壟爪哇族
15. 梭羅爪哇族
16. 瑪琅爪哇族
17. 新喀裡多尼亞爪哇族（經承認的爪哇海外僑民）
18. 岩望爪哇族
19. 波諾羅戈爪哇族
20. 泗水爪哇族
21. 爪哇裔蘇里南人（經承認的爪哇海外僑民）
22. 日惹爪哇族

爪哇裔蘇里南人被承認是爪哇族亞群的一支 - 有不小的爪哇人口在荷屬東印度殖民時期，在市場、遊樂場和街道上遭到非法綁架，強行運送至南美洲（尤其是蘇利南）當作奴隸工人，這些人的後代。

## 歷史
爪哇族與大多數印尼族群（包括位於西爪哇的巽他族）一樣，均起源於南島民族，有學說認為他們源於台灣，在公元前1,500年至1,000年之間經過菲律賓而抵達爪哇島。但根據最近的一項基因研究，爪哇族，連同巽他族和巴厘島人，以及其他南島民族及南亞語系人種，以他們的遺傳標記做比較，其比例幾乎相等。

### 古代爪哇族王國和帝國

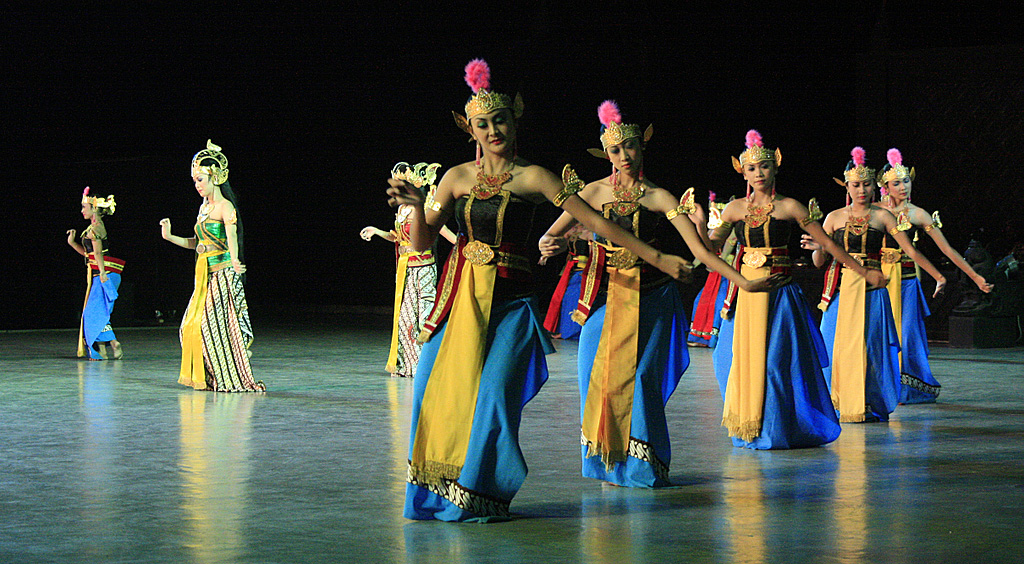
爪哇文化中包含許多印度元素，如《羅摩衍那》的史詩故事。

信仰印度教和佛教的印度次大陸商人和旅行者於5世紀抵達爪哇，爪哇族從這些人得到相當大的影響。印度教、佛教和爪哇族既有的原住民信仰融合，在當地形成一種獨特的哲學。
爪哇文化的搖籃通常被指是位於默拉皮火山山坡上的肥沃克都平原和克烏平原，這兩處是馬打蘭王國的中心。
最早的珊闍耶王朝和夏連特拉王國曾在此處興起。:238–239
公元10世紀，當姆普·辛多克國王（10世紀統治馬打蘭王國的珊闍耶王朝最後一位君主，公元929年-947年間在位）將王國首都向東移至布蘭塔斯河的河谷，爪哇文化和政治中心因此東移。此舉很可能是因默拉皮火山噴發和/或來自三佛齊的侵犯所造成。:238–239
爪哇文化的重大傳播發生在13世紀後期，由信訶沙里王國國王科塔尼伽拉所領導，他在1284年向巴厘島和馬都拉島發起幾次大型征伐，最重要的是他在1275年前往蘇門答臘島，在擊敗當地末羅瑜國之後而得以控制馬六甲海峽的貿易。
1292年，諫義里國的賈亞卡旺發動叛亂，殺死科塔尼伽拉，信訶沙里的統治地位遭到終止。但賈亞卡旺統治爪哇的時期很短，1293年3月，在元朝和爪哇的戰爭期間，科塔尼伽拉女婿羅登·韋查耶受到元朝軍隊協助，而將賈亞卡旺擊敗。
羅登·韋查耶後來在位於東爪哇的布蘭塔斯河三角洲（今日惹班）附近建立滿者伯夷王國。 科塔尼伽拉的擴張政策後來由哈亞姆·烏魯克（滿者伯夷王國盛世時的君主）和其大臣加查·馬達繼續實施。
歷來各爪哇王國皆積極參與絲綢之路海上航線的香料貿易。雖然爪哇當地並非主要香料產地，但這些王國能夠透過爪哇盛產的稻米來換取，以及囤積香料。滿者伯夷通常被認為是這些王國中最強盛者。它既是農業大國，也是海洋大國，把水稻種植和對外貿易結合。王國首都遺址即在今日的多烏蘭。

### 爪哇蘇丹國

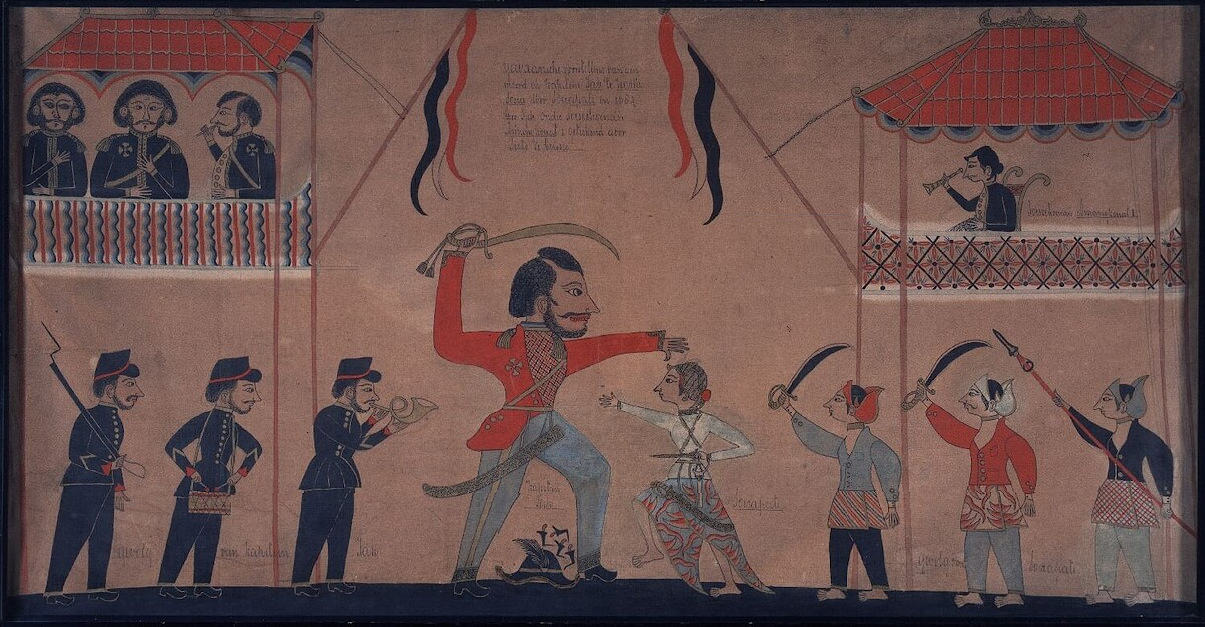
馬打蘭蘇丹國蘇丹阿曼庫拉特二世使用望遠鏡觀看其傳奇戰士雲統·素拉帕蒂與荷蘭東印度公司（VOC）領軍者法蘭西斯·塔克對戰的情況（約於1684年）

伊斯蘭教首先在爪哇北部海岸港口城鎮如格里希克、安普·但它（Ampel Denta，今日泗水）、圖班、淡目和庫都斯奠定基礎。伊斯蘭教能在爪哇族中廣為傳播，傳統上歸功於瓦利松戈（九聖，指在爪哇島傳播伊斯蘭教的九位穆斯林）。
在爪哇，由於當時伊斯蘭教廣為傳播而造成重大變化，滿者伯夷王國則在經歷繼承糾紛和內戰之後而崩潰。其屬國和附庸均脫離其控制而自立。
其中淡目蘇丹國成為新的強權，在爪哇北部海岸的城邦中居首要地位。
此外，淡目蘇丹國還成為蘇門答臘東部占碑和巨港兩個港口的霸主。淡目蘇丹國在對抗新來殖民強國 - 葡萄牙方面發揮過重要作用。淡目蘇丹國在葡萄牙人佔領馬六甲後，曾對他們發動過兩次襲擊。他們還襲擊葡萄牙人和巽他王國的聯軍，在此過程中建立萬丹蘇丹國。
淡目蘇丹國之後有巴讓蘇丹國，最後則為馬打蘭蘇丹國。權力中心從沿海的淡目轉移到布羅拉的巴讓，後來進一步再向內陸，而轉移到在日惹附近的哥打格德的馬塔蘭地區。馬打蘭蘇丹國在1613年至1645年之間，受阿貢蘇丹的統治，達到權力和影響力的頂峰。

### 荷蘭殖民時期

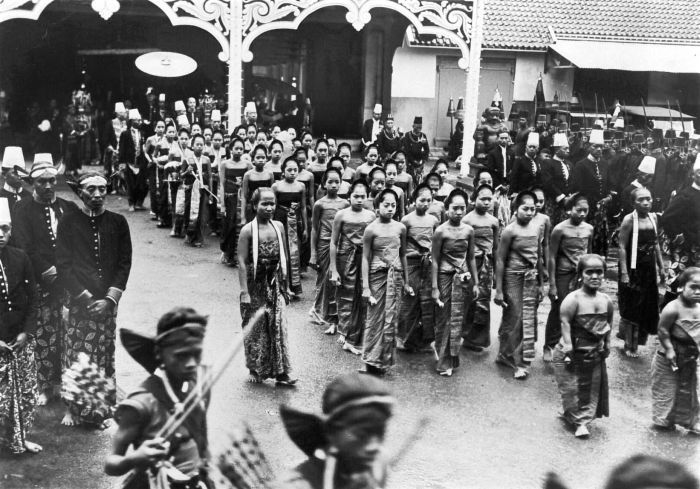
1932年，在梭羅蘇丹宮廷內舉行的儀式。

1619年，荷蘭人在巴達維亞城（今日雅加達）建立貿易總部。爪哇慢慢落入荷蘭東印度公司（VOC）手中，該公司最終控制海洋東南亞的大部分。除荷蘭人的干涉外，馬打蘭蘇丹國內部鬥爭和繼承戰爭讓國家分裂為梭羅蘇丹國和日惹蘇丹國。在兩個新的芒庫尼迦藍公國和帕庫阿拉曼公國出現後，爪哇更形分裂。而當時的權力實際上是掌握在荷蘭人手中，但擁有宮廷名號的國王，在梭羅和日惹，及其周邊地區，仍具有所謂權力中心的威望。
荷蘭對印尼的統治曾在19世紀初被英國短暫取代。雖然時間不長，但由斯坦福·萊佛士領導的政府曾有一些作為，包括重新發掘婆羅浮屠寺廟群遺跡。其間爪哇族與荷蘭統治者的衝突有1825年至1830年由蒂博尼哥羅所發動的爪哇戰爭。最終荷蘭人勝利，蒂博尼哥羅被放逐到馬達加斯加，於1855年在當地過世。
荷屬東印度（爪哇島包括在內）在第二次世界大戰期間被日本占領。日本戰敗後，印度尼西亞共和國宣布獨立。

### 印度尼西亞共和國
當印尼於1945年8月17日宣布獨立時，爪哇最後的幾個王朝，如日惹蘇丹國、梭羅蘇丹國和芒庫尼迦藍公國也宣布加入共和國。
日惹蘇丹國和帕庫阿拉曼公國後來合併，成為今日的日惹特區。蘇丹變為日惹總督，帕庫阿拉曼公國大公變為副總督；兩人都直屬印尼總統。日惹特區係在印尼獨立戰爭結束時創建，正式成立於1950年8月3日。梭羅蘇丹國後來併入中爪哇省。

## 文化

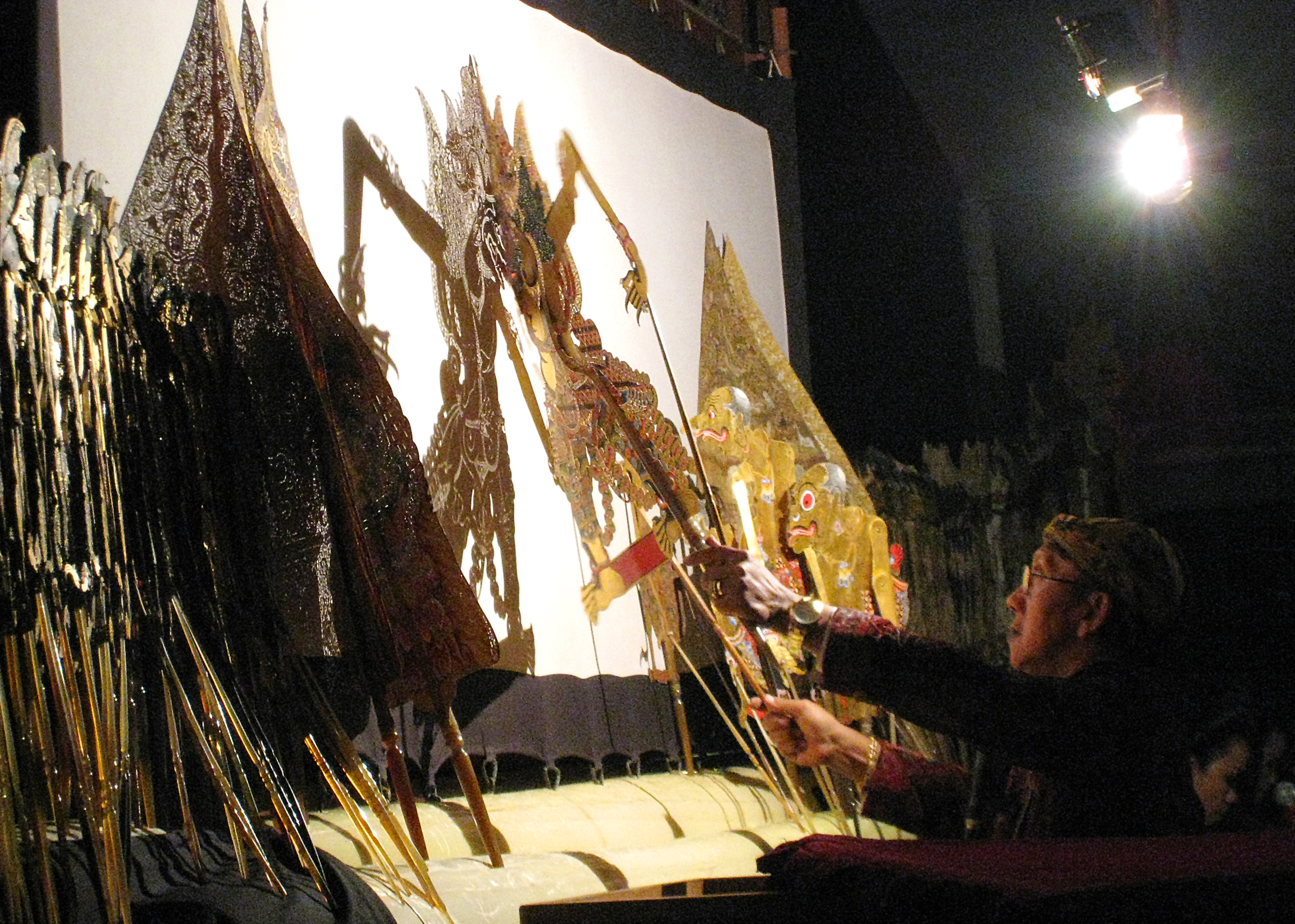
爪哇文化中的哇揚皮影偶戲以及甘美朗被用來宣揚爪哇文化的精緻所在。

爪哇文化有悠久歷史，也在印尼蓬勃發展。這個文化逐步吸收來自不同文化的元素和影響，包括本土對祖先和自然精神的崇敬、印度教和佛教的法理、伊斯蘭教價值觀，以及在較小程度上，也包含基督教、西方哲學和現代觀念。但爪哇文化，尤其是在爪哇文化中心的日惹和梭羅兩地的高度細膩宮廷文化 ，有其特殊之處，例如對優雅和精緻的痴迷、微妙、禮貌、禮儀、轉彎抹角、克制情緒和對自身社會地位的意識。爪哇文化高度重視和諧和社會秩序，厭惡直接衝突和意見分歧。這些爪哇價值觀經常透過例如爪哇舞蹈、甘美朗、哇揚皮影偶戲和蠟染，以印尼民族文化的表現而推廣。它還通過遵守爪哇傳統儀式，例如社區宴飲、爪哇曆元旦、爪哇婚禮和頭胎七月喜，而達到強化的效果。
然而爪哇北部和東爪哇的pesisiran（海岸） 文化則展現出略有不同的特性。這兒的爪哇族對新的和外國的思想較為開放，平等對待他人，對社會地位的意識淡薄。其中一些北部定居點，例如泗水的淡目、庫都斯、圖班、格里希克縣和安普·但它，已更加明顯地伊斯蘭化。因為這些港口城鎮在傳統上是伊斯蘭教最早在爪哇站穩腳跟之處。

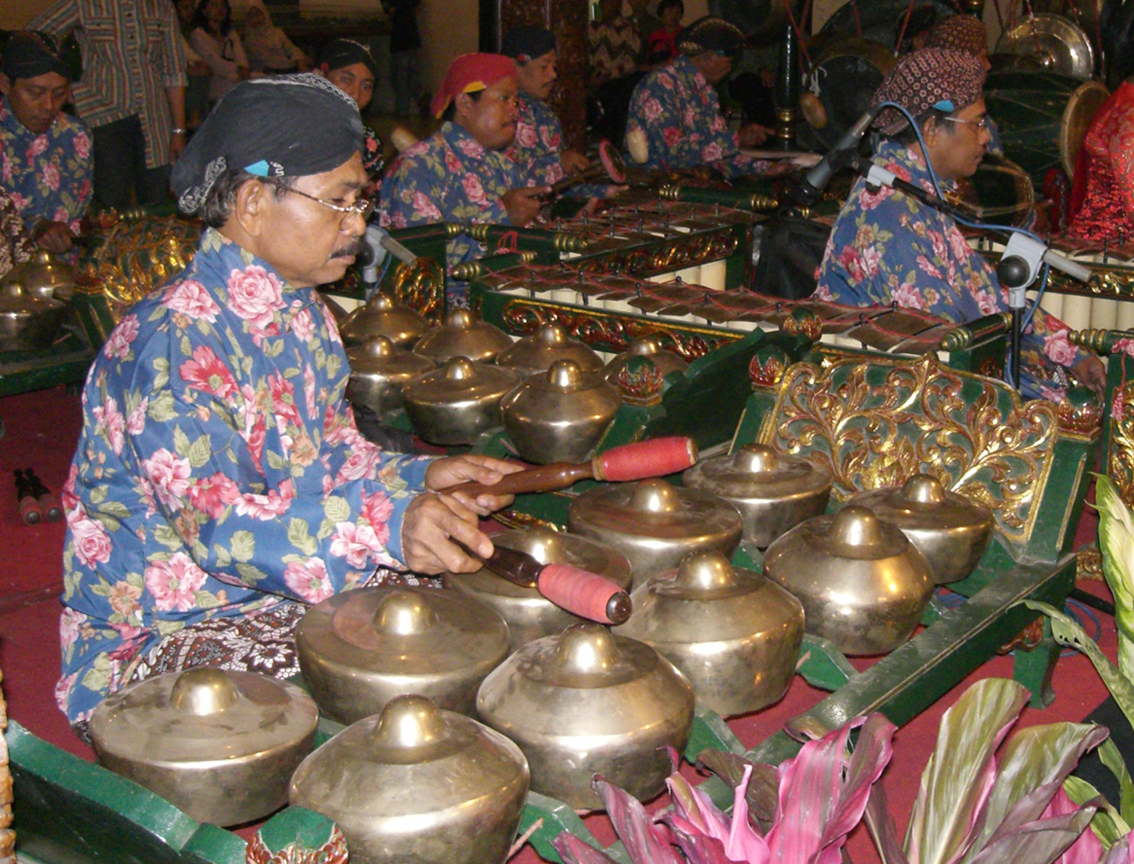
甘美朗所代表的是一種爪哇族的精緻文化。

傳統上爪哇文化集中在中爪哇省、日惹特區和東爪哇省。由於人口遷移，後來也可在世界其他地方，例如蘇利南（人口中約有15%具有爪哇血統）、更廣泛的印尼群島地區、南非、馬來西亞、新加坡、荷蘭等國找到。各種爪哇文化，例如甘美朗、傳統舞蹈和哇揚皮影偶戲等也隨著移民傳播到新的定居地。爪哇族向西遷移，在西爪哇沿海創造的文化，和居住在西爪哇內陸的巽他族文化並不相同。

### 語言
爪哇語是南島語系的一支，與印尼其他語言密切相關，但又有所區別。由於爪哇當地很早就受到印度的印度教和佛教影響，爪哇語中有大量，幾乎隨處可見的梵語藉詞，爪哇文學中更是如此。
大多數爪哇族都會雙語，能說流利的印尼語和爪哇語。當地約在1990年曾舉行過公開調查，結果是大約有12%的爪哇族使用印尼語，大約有18%的同時使用爪哇語和印度尼語，其餘的只使用爪哇語。

爪哇語通常是用婆羅米文字母演化而來的變體撰寫，當地稱這組字母為Hanacaraka，或是Carakan。此外，爪哇語也可使用源自阿拉伯字母的佩貢字母表達，書寫方式為從右到左。印尼獨立之後，Hanacaraka被一組拉丁字母取代。雖然爪哇語並非印尼的官方語言，但它在爪哇族佔多數的地區具有“區域語言”的地位。爪哇語可被視為一種“族群語言”，因為它是確定爪哇族身份的重要特徵之一。 

### 文學與哲學
爪哇知識分子、作家、詩人和文人以能為高文化目的，而提出思想和創造熟語的能力而聞名，他們通過串詞而表達出更深層次的哲學意義。從爪哇古典文學、爪哇歷史作品和口語傳統中湧現出一些哲學熟語，傳播到一些媒體，而受到推動，繼而成為流行的座右銘。例如“Bhinneka Tunggal Ika”是印尼國家座右銘《存異求同》概念的起源、“Gemah Ripah Loh Jinawi, Toto Tentrem Kerto Raharjo”（gemah ripah loh jinawi表示有豐富的自然資源，而toto tentrem kerto raharjo表示和平的國家），“Jer Basuki Mawa Bea”（要犧牲，才能有成就），“Rawe-Rawe rantas, Malang-Malang putung（阻礙意圖和目的的事物均須清除）”和“Tut Wuri Handayani”（參見Ki Hajar Dewantara，此人為印尼著名獨立運動人士及前教育部長。意思為理想的教育是 - 在前者要為榜樣，在中者要振奮人心，在後者要給予鼓勵。是目前印尼教育文化部的座右銘）。

### 社會結構

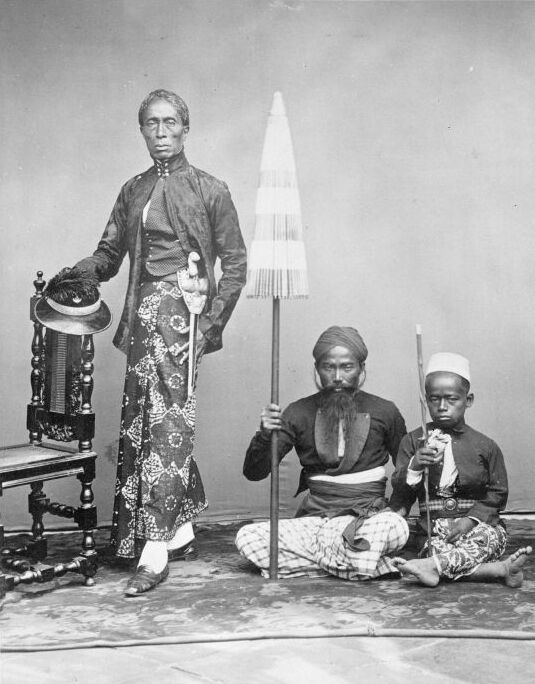
爪哇族普利雅裔階級及僕從（約公元1865年）。

美國人類學家克里弗德·紀爾茲在1960年代把爪哇社區分為三個流/分流：伊斯蘭學校派（santri，即虔誠遵守經典者）、阿邦甘（保留當地信仰的爪哇伊斯蘭教徒，也稱為“名義上的”穆斯林）和普利雅裔階級（小吏及鄉紳的泛稱）。克里弗德·紀爾茲說，Santri遵循伊斯蘭教正統解釋，阿邦甘遵循的是包含伊斯蘭教的綜攝，但包含印度教和泛靈論的元素（通常稱為[喀嘉文（Kejawen）），而普利雅裔階級是上層階級。
但紀爾茲的觀點在今日經常遭到駁斥，原因是他把社會群體與信仰群體混為一談。這種分類法也難把原住民以外的，例如阿拉伯裔印尼人、印尼華人和印度裔印尼人歸類。
爪哇島北部沿海地區的社會分層由於較為平等，並沒那麼僵化。

### 曆法
爪哇族同時使用爪哇曆和另兩種曆法 - 公曆和伊斯蘭曆。公曆是印尼的官方曆法，而伊斯蘭曆則同時被穆斯林和印尼政府用於宗教禮拜和決定相關的伊斯蘭教節日。目前爪哇曆主要是用於文化活動（如薩圖·蘇拉日（元旦））。爪哇曆為陰曆，紀元年是公元125年，現在的爪哇曆在1633年由馬打蘭蘇丹國統治者阿貢蘇丹採用，係根據伊斯蘭曆而制定。而之前的爪哇曆使用的是根據印度教曆所制定，為陽曆。
爪哇曆與許多曆法不同，使用一種稱為Pasaran週期，每週為5天的計算方式。在今天仍在使用，並與公曆和伊斯蘭曆的每週為7天的疊加，成為所謂的35天韋托南週期（Wetonan cycle）。

### 建築

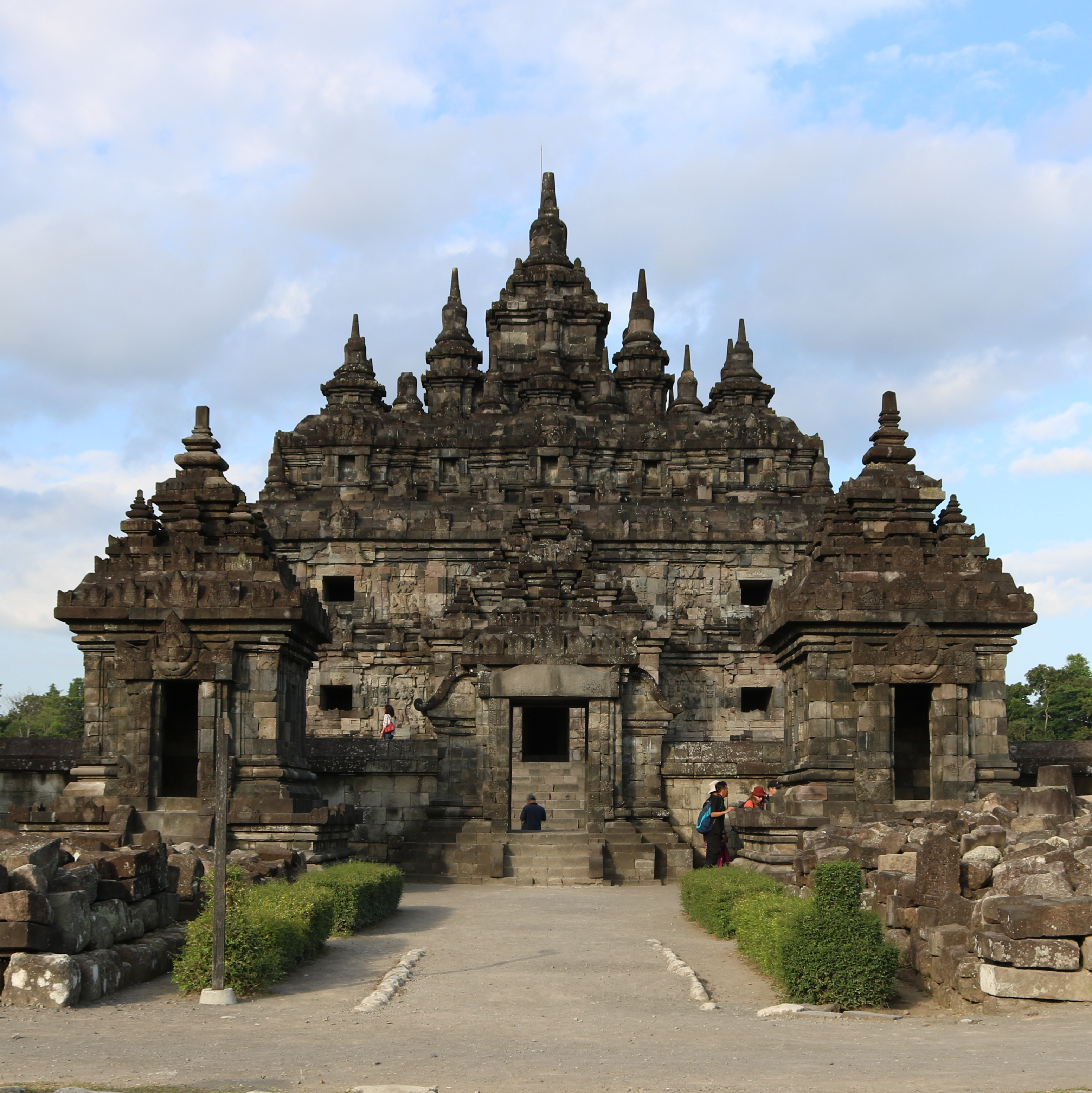
位於中爪哇省的印度教廟宇遺址。

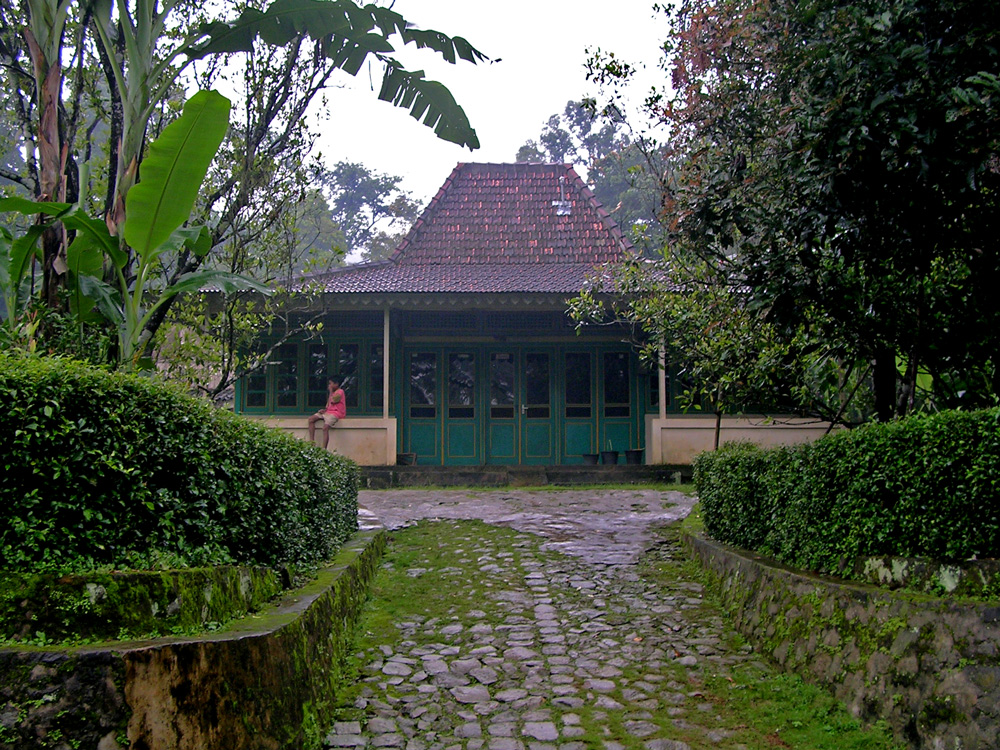
傳統爪哇族民居。

在爪哇島悠久的歷史中，當地人曾建造過許多重要的建築，包括印度教紀念建築物、佛塔、祭殿、宮殿建築群和清真寺。
宗教古蹟中的典範有普蘭巴南印度教寺廟群和婆羅浮屠佛教寺廟群。這些都約在9世紀時興建，現已被聯合國教育、科學及文化組織列為世界遺產。兩者都位於日惹市附近的默拉皮火山山坡上。
與此同時，在東爪哇省滿者伯夷王國（公元14至16世紀）首都多烏蘭遺跡中，可看到當時的世俗建築。這個建築群佔地11公里x9公里。建築群由各種磚砌建築組成，包含有20米到40米寬的運河、淨化池、寺廟和風格特殊的的剖開式大門（Candi bentar，或稱為split gate）。這個建築群目前正被研究以申請成為世界遺產。
傳統爪哇建築的特色是有木柱支撐的階梯式屋頂。
爪哇傳統建築的另一種共同特徵是具有盤朵陂，一種開放式，由數根大柱子支撐的亭子。盤朵陂的柱子和其他部分均可加上豐富的雕刻。這種建築風格可在日惹蘇丹國（哈孟庫布沃諾王族和帕庫阿拉曼公國宮殿）和梭羅蘇丹國（蘇南統治者後裔和芒庫尼迦藍王族宮殿）見到。
具有歷史的爪哇清真寺有其獨特的爪哇風格。這些清真寺都有盤朵陂模式的祈禱大廳。階梯式屋頂取代典型的伊斯蘭教圓頂。這些階梯式屋頂通常使用瓦片覆蓋。
除沒圓頂之外，傳統的爪哇清真寺也經常未設置宣禮塔。許多在爪哇島的清真寺和公共建築仍採用早期印度教-佛教的剖開式大門。
採用傳統爪哇式建築的清真寺中，一些著名例子有淡目大清真寺、美納拉·庫都斯清真寺和萬丹大清真寺。美納拉·庫都斯清真寺也有特殊之處，是寺內有融入印度教風格的石材建築。

### 美食

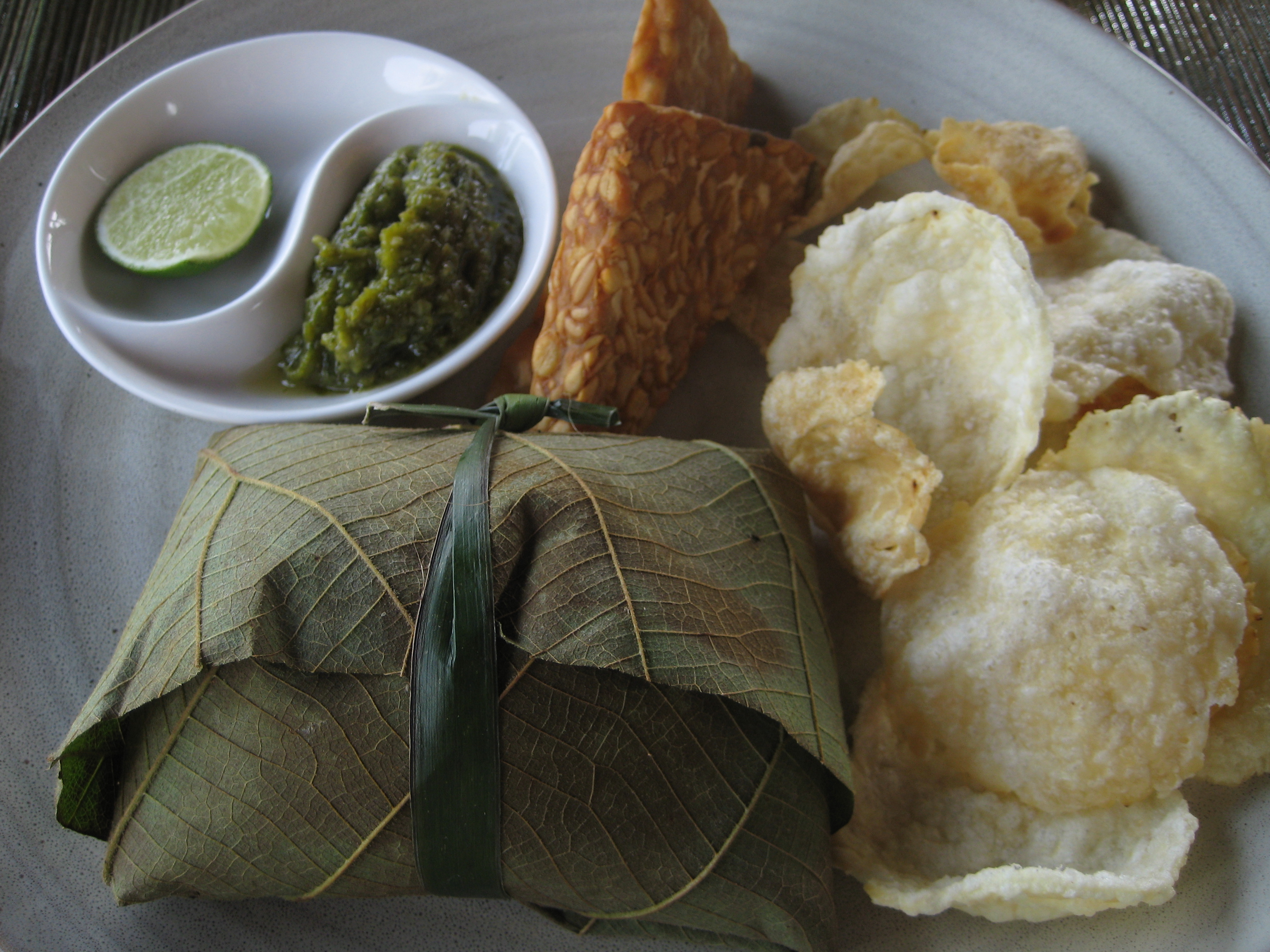
爪哇美食：順時針方向 - 炸天貝、倪藤仔炸片、蝦餅、古德包飯、叄巴醬和萊姆切片。

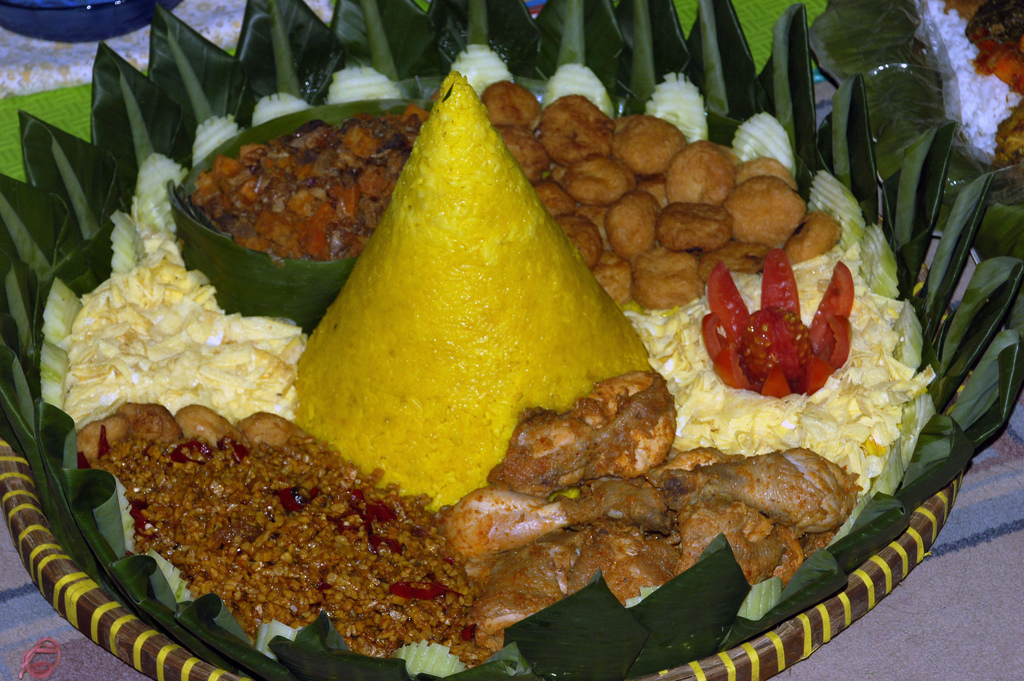
典型的爪哇料理 - 團盆，形塑如火山的形狀。

米是爪哇島的主食，在當地美食和文化中佔有重要地位。在爪哇族心目中，如果過程中沒吃到米飯，會認為不算一餐。這也是爪哇族與以麵包為主食的外國人（如歐洲人）和以西米為主食的其他島嶼居民（例如摩鹿加群島居民）有所區別的原因之一。米做主食也代表進步與繁榮，而木薯和塊莖與塊根做主食則代表的是貧窮。
爪哇美食因地區而有變化。東爪哇地區的美食偏鹹和辣，而中爪哇地區的美食則偏甜。
著名的美食中有一道名為Rujak Cingur，料理中有醃製的牛唇和鼻，配以蔬菜、蝦和當地花生醬和辣椒。這道Rujak Cingur被認為是東爪哇省泗水的傳統食物。
古德包飯是日惹特區和中爪哇省的傳統美食，由尚未成熟的菠蘿蜜（nangka）與棕櫚糖加上椰漿一同熬煮數小時而成。
皮索是一種配以當地花生醬和辣椒的沙拉。依不同地區（如羅惹和加多加多）而有不同的形式。也可與米飯和蝦、雞蛋和蔬菜搭配，成為Nasi Pecel（皮索飯）。
團盆是種把米飯堆疊呈錐形火山形狀的料理，通常米飯會用薑黃染成黃色。這道料理是爪哇各種場合，如生日、搬家等餐會中所必備。 
傳統上，團盆會與炸雞、煮雞蛋、蔬菜、山羊肉一起擺在名為besek的竹盤上供人取用。
爪哇有種著名的食物 - 天貝，一種把大豆透過黴菌發酵而成的製品。這種食品是爪哇島當地人的主要蛋白質來源，對素食主義者而言是良好的肉類替代品。

### 姓名
爪哇族通常沒用到家族的姓氏。許多人的名字只有一個字，例如蘇卡諾或蘇哈托。這類名字來自傳統爪哇語，而其中許多是源自梵語。帶有前綴Su- 的名字很常見，這個字代表“好”的意思。伊斯蘭教普遍之後，許多爪哇族開始採用阿拉伯名字，特別是在受到伊斯蘭教影響較大的沿海地區。通常一般百姓會採用只有一字的名字，而貴族階級則採用兩或更多字的名字，但很少有人會用到姓氏。爪哇族受到其他文化的影響，許多人開始使用其他語言（主要是歐洲語言）的名字。信奉基督教者通常會採用洗禮拉丁語名字，後面加上傳統爪哇名字。
有些人會採用父名。例如蘇哈托總統之後的第一位民選總統阿卜杜拉赫曼·瓦希德（Abdurrahman Wahid） ，其名字中的Wahid來自他父親（Wahid Hasyim，在蘇卡諾總統執政期間擔任過印尼宗教事務部部長 ）。而Wahid Hasyim名字中的Wahid則來自他父親（Hasyim Asyari，他是印尼伊斯蘭教士聯合會的創始人）。

## 宗教
爪哇族宗教信仰人口分布圖。
當今大多數爪哇族均信奉遜尼派伊斯蘭教，史上最早的記錄可追溯到伊斯蘭曆475年（公元1082年），如位於格里希克縣的法蒂瑪·賓蒂·邁蒙女士陵墓上的銘文所顯示。:56 然而在滿者伯夷時期，伊斯蘭教信徒與位於現代亞齊的波臘和蘇木都剌國等王國進行貿易或建立朝貢關係，而開始迅速發展。在滿者伯夷的都城多烏蘭有個托拉亞墓地（Tralaya cemetry），遺留數塊穆斯林墓碑，時間可追溯到14世紀（公元1368年及公元1376年）。該地點離開王國宮廷不遠，顯示當時穆斯林與朝廷的關係密切。:6
有少數爪哇族也信奉基督教（新教和天主教），信徒集中在中爪哇省（天主教徒尤其集中在梭羅、馬吉冷和日惹市）。當地也有爪哇人成立的教會如爪哇基督教新教教會 (簡稱GKJ，為加爾文主義及長老宗並存的教會）。
有少數爪哇族信仰佛教和印度教，主要分佈在東爪哇省。騰格爾族至今仍信仰爪哇印度教。
喀嘉文有不同的稱法，如Kebatinan、Kejawèn、Agama Jawa和Kepercayaan。是根植於爪哇族的傳統信仰（泛靈論），再加入印度教-佛教和伊斯蘭教（尤其是蘇菲主義）的元素而成的綜攝。

## 職業
在印尼的各行業中均有爪哇族從事，尤其是在政府機構和軍隊之中。

### 農業
傳統上大多數爪哇族均以務農為業。由於爪哇島擁有肥沃的火山灰土，更助長這種情況。當地最重要的農產品是稻米。 據估計爪哇島在1997年所生產的稻米佔全印尼的55%。大多數農民的稻田規模甚小，約42%的農民擁有的稻田面積不到0.5公頃。在土壤不夠肥沃，或是雨季短的地區，則種植其他主食作物，例如木薯。

### 航海商人

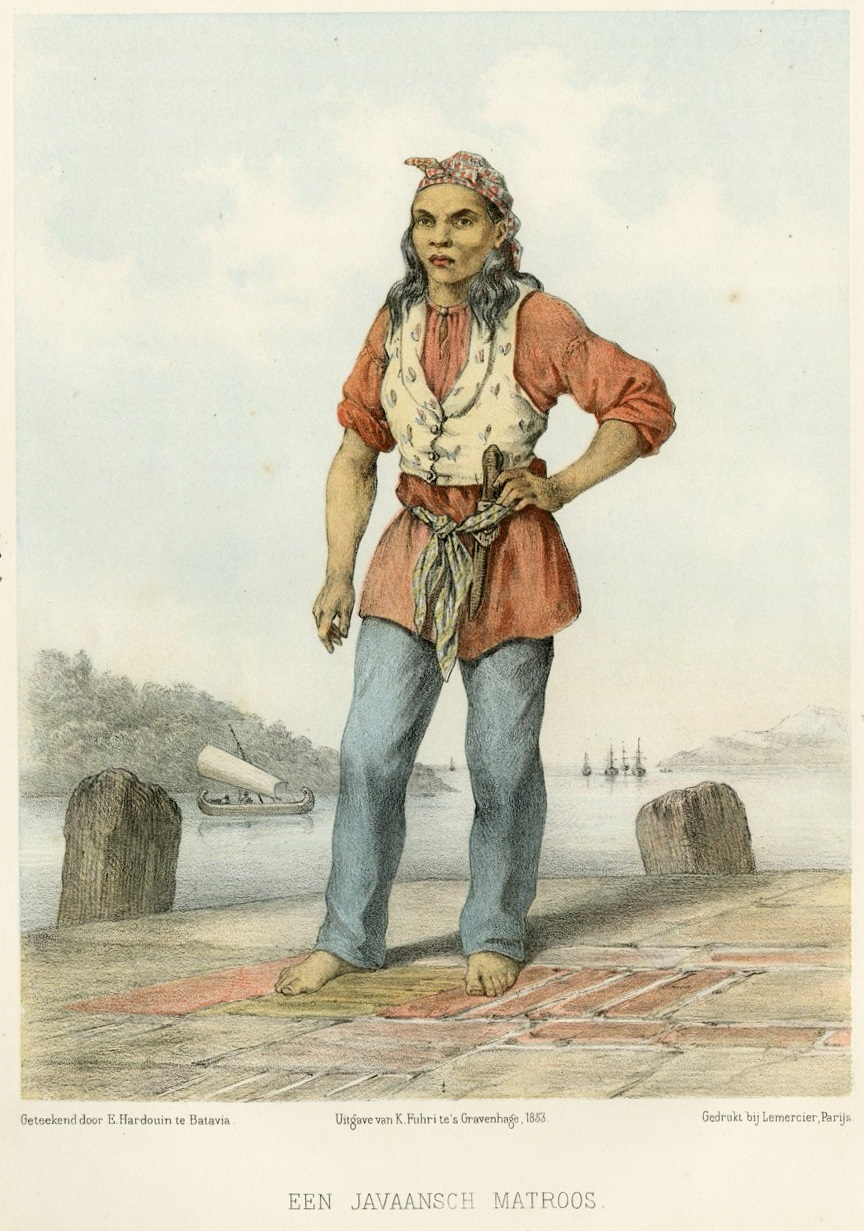
一位古代爪哇族水手

爪哇族自古以來擅於航海和貿易。主因是爪哇島上並未擁有全部所需的商品，而需透過貿易取得。爪哇族商人及水手早在公元一世紀即在印度及中國間的海域頻繁活動。公元8世紀，爪哇夏連特拉王國的婆羅浮屠船（雙桅帆船）已將水手和移民帶到當時西非的迦納帝國和馬達加斯加島，甚至有可能早在公元前500年即有爪哇族就已抵達這些地方。 
爪哇族可能在公元10世紀曾前往澳大利亞，並遷移到那裡，他們在當地的定居點一直維持到1600年代初。根據哇哈魯銅板銘文（公元931年）和加拉曼銅板銘文（公元1053年），爪哇的馬打蘭王國和艾爾廊加統治時期的固里班王國（公元1000-1049年）曾經歷過長期的繁榮，而需要大量的人力，特別是為運送農作物、打包並將其運送到港口的工作。爪哇曾從津芝（今日尚吉巴）、Pujut（澳大利亞）和Bondan（巴布亞）輸入黑皮膚勞工。 According to Naerssen, they arrived in Java by trading (bought by merchants) or being taken prisoner during a war and then made slaves.根據荷蘭爪哇語金石學學者F.H. van Naerssen
的說法，這些勞工由商人購買，或在戰爭中被俘，而成為奴隸。根據淡目國王Chiaymasiouro的說法，一群爪哇族在公元1601年已居住在於名為Luca Antara之地，據信就在澳大利亞。但根據布吉人-葡萄牙人混血作者Eredia的僕人在1610年抵達Luca Antara時，當地似乎已遭遺棄。
10世紀由阿拉伯人撰寫的Ajayeb al-Hind（《印度之美》）中記有非洲被來自瓦克瓦克的人入侵之事，:110推測可能是三佛齊的馬來族或是馬打蘭王國的爪哇族，:39這些人在公元945–946年搭乘1,000艘船抵達坦尚尼亞和莫三比克海岸，並試圖佔領甘拜盧（Qanbaloh）的城堡，但以失敗告終。發動襲擊的原因是因為該地有適合他們國家和中國所需的商品，例如象牙，龜甲，豹皮和龍涎香，還因為他們想擄獲班圖人（阿拉伯人稱為Zeng或Zenj，爪哇語稱為僧祗Jenggi）作奴隸，這類人身體健壯，好使喚。:110
在滿者伯夷時代，幾乎任何亞洲的商品都可在爪哇島見到。主要是因為滿者伯夷運用各式船舶（特別是三桅的帆船幢）做長途航行，進行貿易。:267–293曾陪同鄭和下西洋做翻譯的馬歡在1413年抵達爪哇，他說，在爪哇港口的貿易貨物，多於東南亞其他港口，當地的服務也更完善。:241同樣也在滿者伯夷時代，努山达拉人對外探索達到非凡的成就。義大利旅行家Ludovico di Varthema (生1470年–卒1517年) 在其著作 《Itinerario de Ludouico de Varthema Bolognese（Ludovico di Varthema遊記）》中指出，南爪哇人航行到“極遠的南方土地”，直到一島嶼，那裡白天只持續四個小時， “比世界上任何一處皆冷”。現代研究推斷此處位於塔斯馬尼亞島以南至少900海里（1,666公里）處。:248–251當葡萄牙人阿方索·德·阿爾布克爾克征服馬六甲時，從一名爪哇引水人取得一張海圖，其中已將美洲部分包括在內。
爪哇與其他南島民族一樣，擁有可靠的導航系統，航行中會利用各種自然標誌，並使用非常獨特天文學，稱為“天文航海的航海術。公元1293年，滿者伯夷國王羅登·韋查耶曾獻給元朝入侵者一份地圖和人口記錄，顯示當地統治者已將將地圖製作作為管理常務。:53歐洲人紀錄中的爪哇族海圖充滿經線與緯線、恆向線，直達路線，讓葡萄牙人認為爪哇的海圖是1500年代初期世上最優秀者。
歐洲殖民者抵達印尼群島，而將爪哇商船的活動範圍縮小。1645年，葡萄牙歷史學家迪尤哥·都古托提出爪哇族已經與馬達加斯加東海岸進行貿易。馬打蘭蘇丹國的阿芒庫拉特一世在17世紀中葉，為防止沿海城市叛亂，而下令摧毀船隻並封閉港口，更進一步降低爪哇族的長途航行能力。:79-80到18世紀下半葉，大多數爪哇商船僅作短程航行。:20-21:116-117

### 造船
- 婆羅浮屠遺址中的雙桅帆船浮雕（公元8世紀）
- 在萬丹蘇丹國海灣內的三桅帆船“幢”（1610年）

爪哇族以能造被中國史籍稱為崑崙舶的大船而聞名。早在公元2世紀，這類船舶就已在印度和中國之間的海域航行，可搭載多達1,000人，加上運載250至1,000噸貨物。:27–28:41:275:262:347
爪哇族所造的另一種大船是幢，最早記錄出現在公元9世紀的古爪哇語銘文中。:60雖然幢與崑崙舶的特徵可能相似，但幢的船板使用木頭銷釘組成，可增加載貨的能力。爪哇島有兩個主要幢的建造中心：爪哇島北部沿海，尤其是在蘭邦縣 - 淡目縣（沿穆里亞海峽和井里汶附近；另一中心在婆羅洲南部的馬辰及附近的島嶼。:33位於緬甸南部的勃固在16世紀是大型造船港口，造船工作由居住在當地的爪哇族從事。:250
英國醫生約翰·克勞福在1856年指出，當時爪哇島北海岸仍有爪哇造船活動，船廠由歐洲人監管，但工人全是爪哇族。當地在19世紀建造的船舶，最大噸位為50噸，用於內河運輸。:95

### 鐵匠

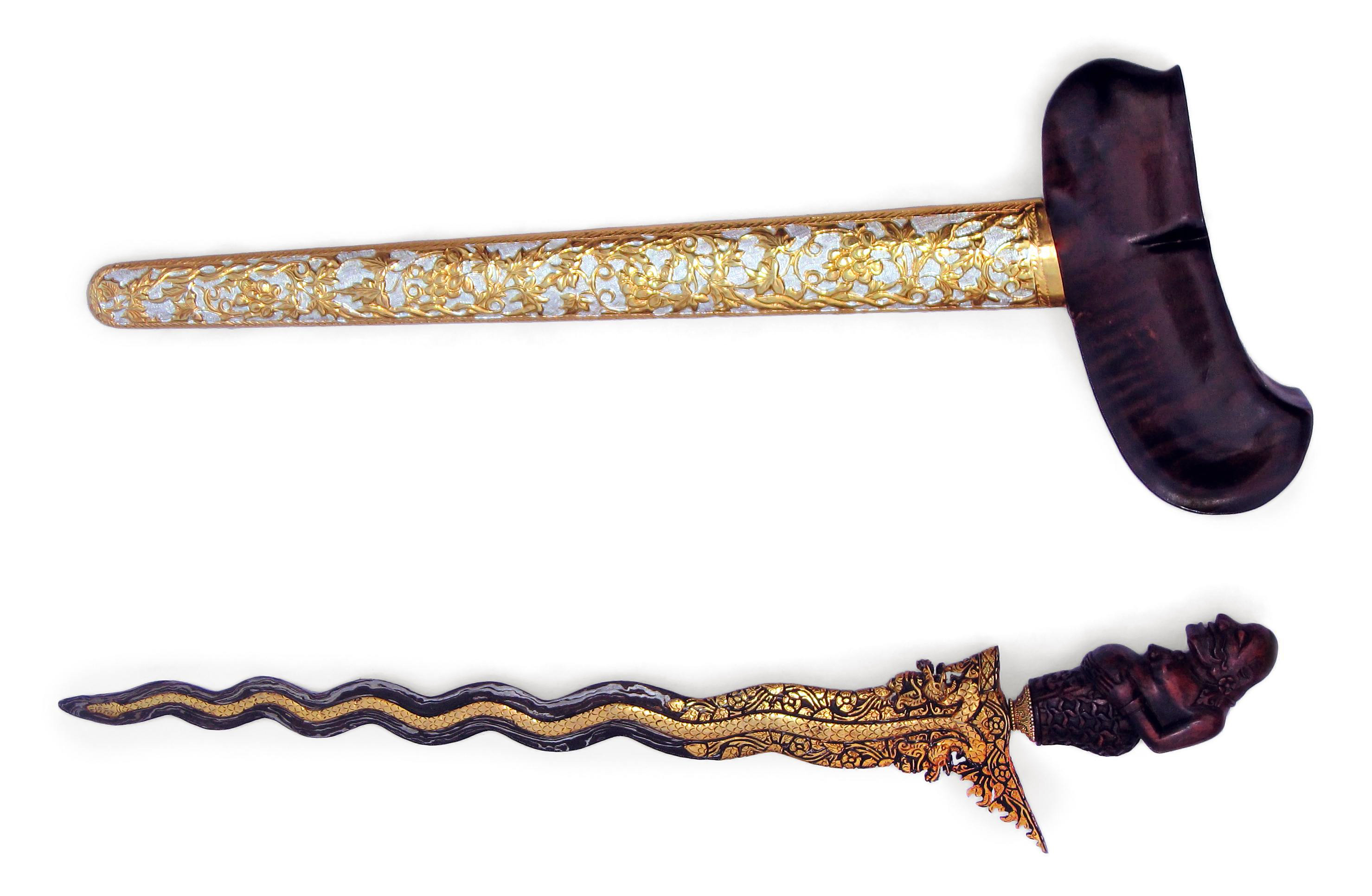
一柄裝飾用途的格里斯劍，刀柄為爪哇守護神塞馬爾（英语：Semar），波浪形刀刃（bilah）有13道轉折（luk）
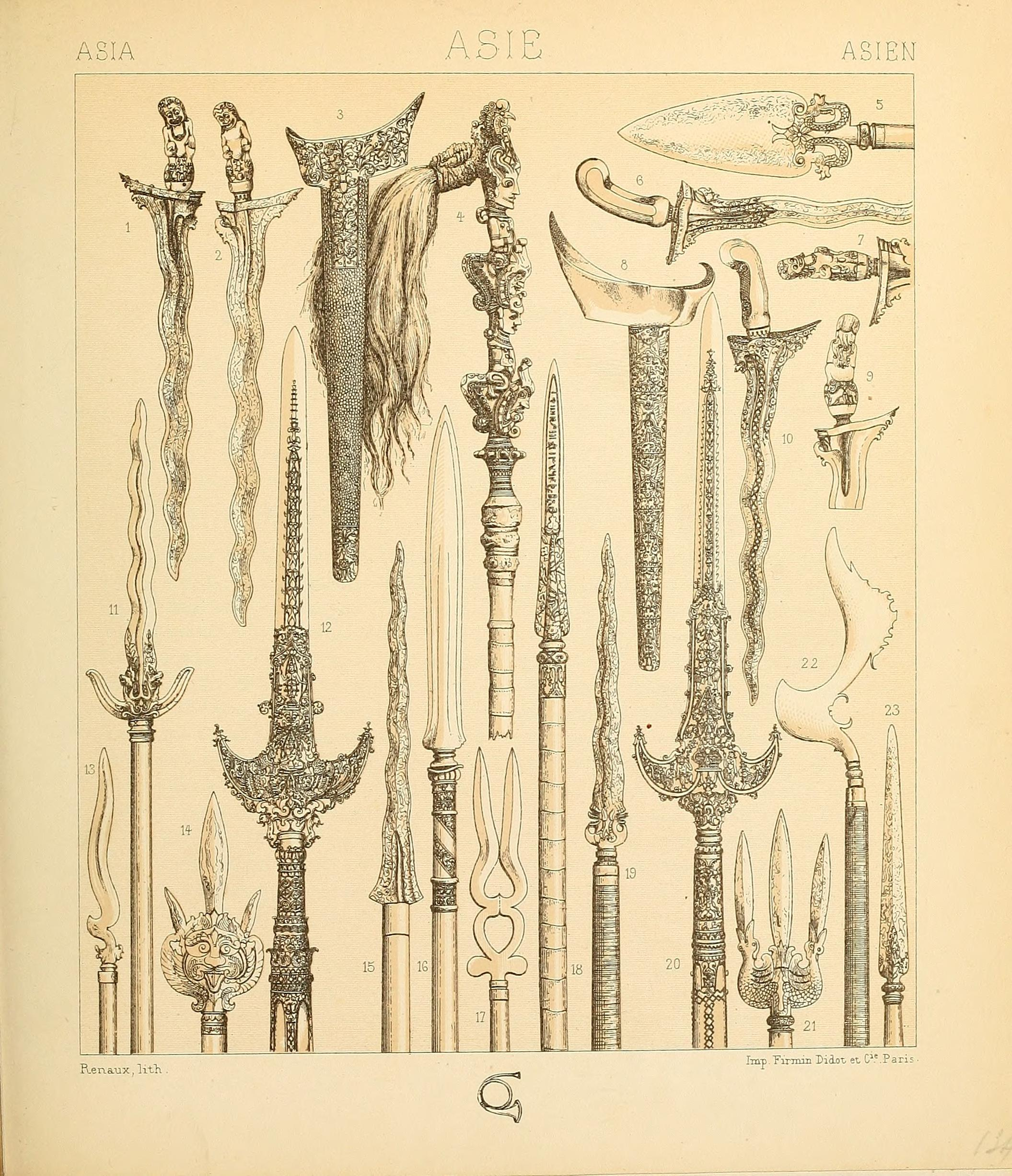
各種格里斯劍及具有長桿的武器

傳統中的鐵匠在爪哇族中頗受重視。一些鐵匠在打造鐡器時會透過禁食，冥想等方式讓器物達到完美的程度。爪哇鐵匠打造的器物有多樣，如農業用具和文化產品，甘美朗樂器和格里斯劍。工匠把製造格里斯劍的工藝用於大砲製作。製作大砲和槍支需要特殊的專業知識，可能是由同一批人所從事。傳說中鐵匠的精神力量被轉移到火器之上。:384 滿者伯夷王國使用火器和大砲來作戰，是其特點。滿者伯夷王國海軍普遍使用青銅造後膛裝載火藥的迴旋砲（當地稱為meriam），但是海盜和與滿者伯夷王國爭戰的王國也同樣使用。滿者伯夷王國覆亡後，熟練的砲匠逃往文萊、蘇門答臘島、馬來半島和菲律賓，導致旋轉砲廣為流傳，特別是在望加錫海峽的商船都配備此種武器，以對抗無所不在的海盜。
格里斯劍是種重要的器物，由大師所打造的被當作傳家寶而受到珍藏。劍刃被打造成蛇形，具有多處轉折，是種為擴大對手傷害程度而做的設計。
在日惹的哥打格德，當地以精緻的銀製器皿和工藝品而聞名。

### 蠟染
蠟染布料可用來縫製男女服飾，透過不同的圖案設計來彰顯人們社會地位。蠟染布料也用於禮儀，有些設計專門為新生嬰兒或新婚夫婦及其家人帶來好運。為紡織品做蠟染是爪哇族女性的傳統消遣活動，但有些村莊會專門從事這種工作，如北加浪岸、考曼、中爪哇省三寶壟的甘榜區（Kampung ）和梭羅市拉維揚街。

### 木雕
爪哇木雕藝術傳統上係用於製作具有文化屬性的器物，如雕像、（哇揚皮影）偶像和面具。但在房屋裝飾和精細裝飾方面也有突出的表現。中爪哇省的傑帕拉鎮是木雕作坊中心，其中尤以爪哇柚木的製品著稱。 

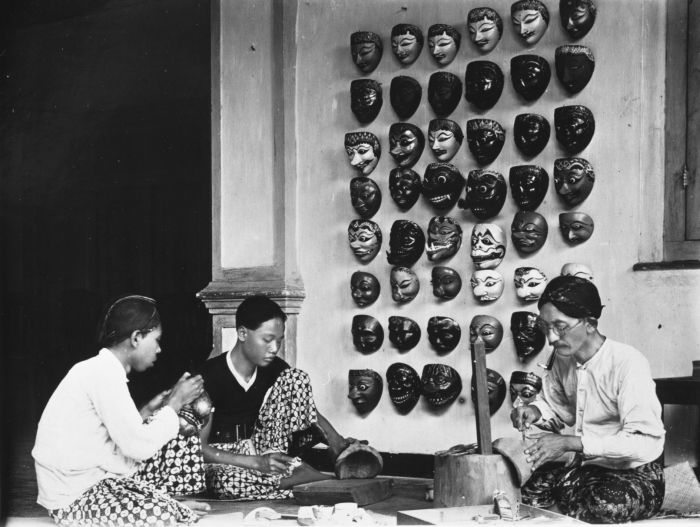
在荷屬東印度時期的傳統木雕爪哇面具製作
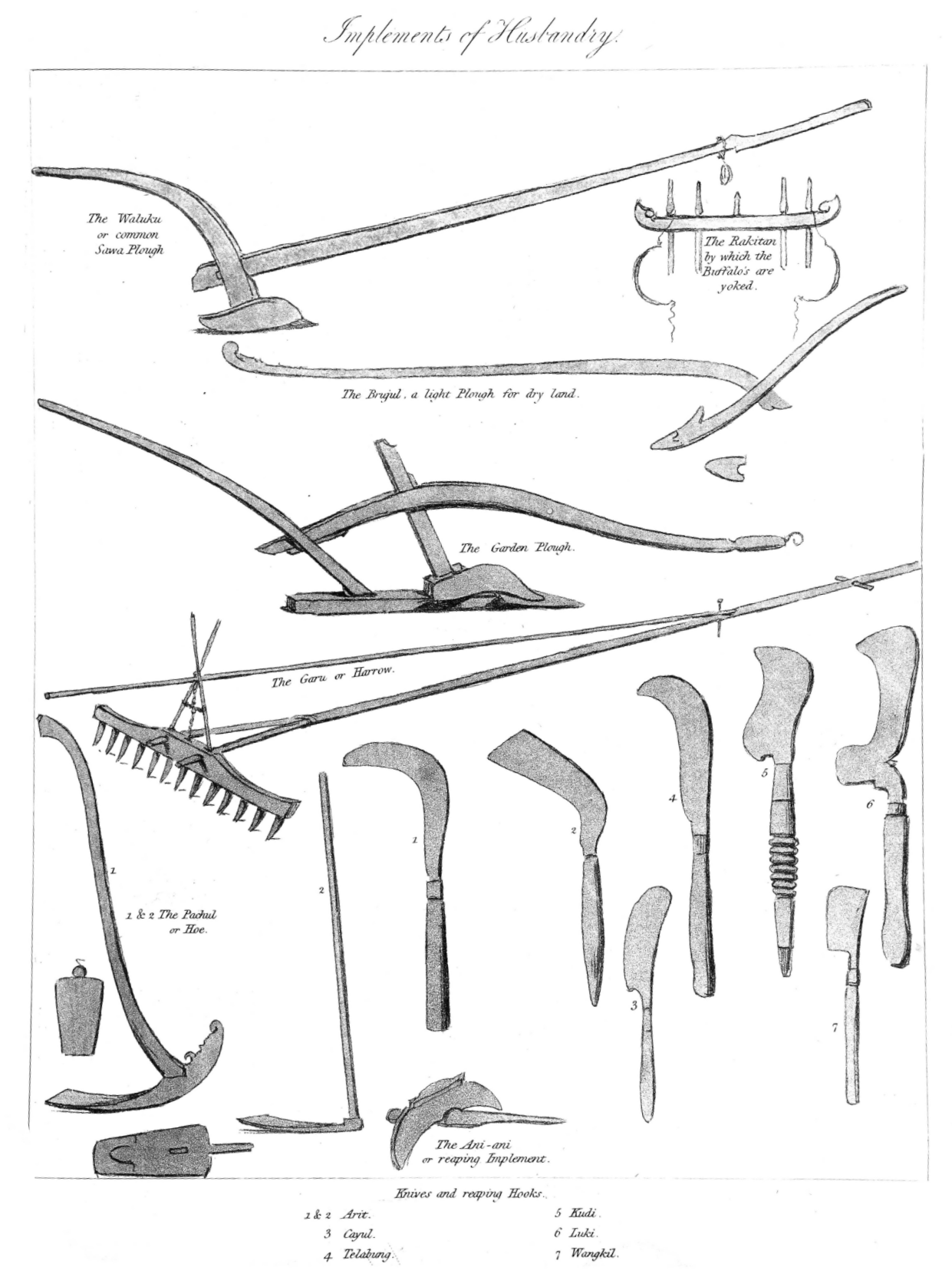
爪哇族使用的農具
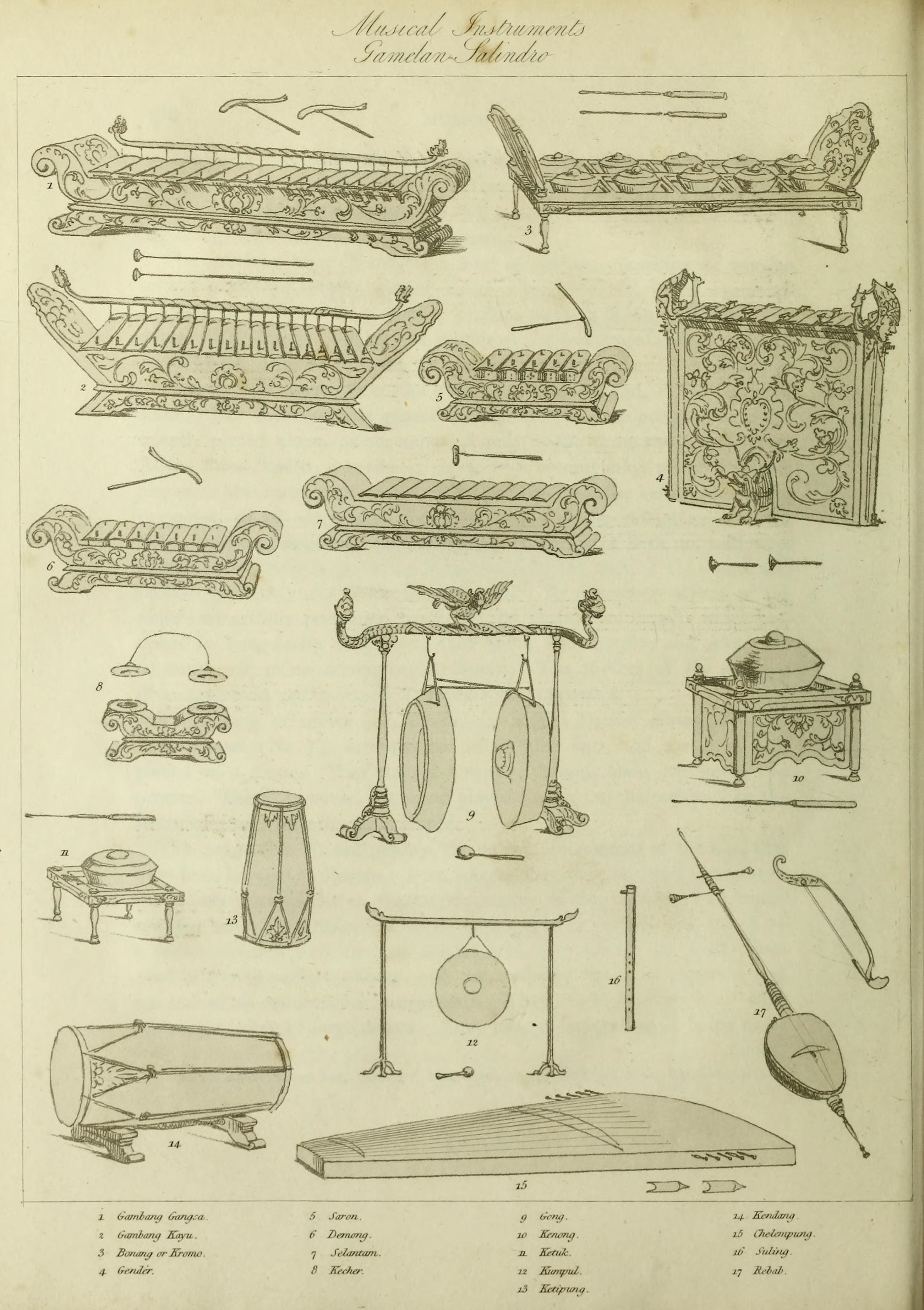
爪哇樂器，需要結合精湛的鐵工和木工技巧來製作
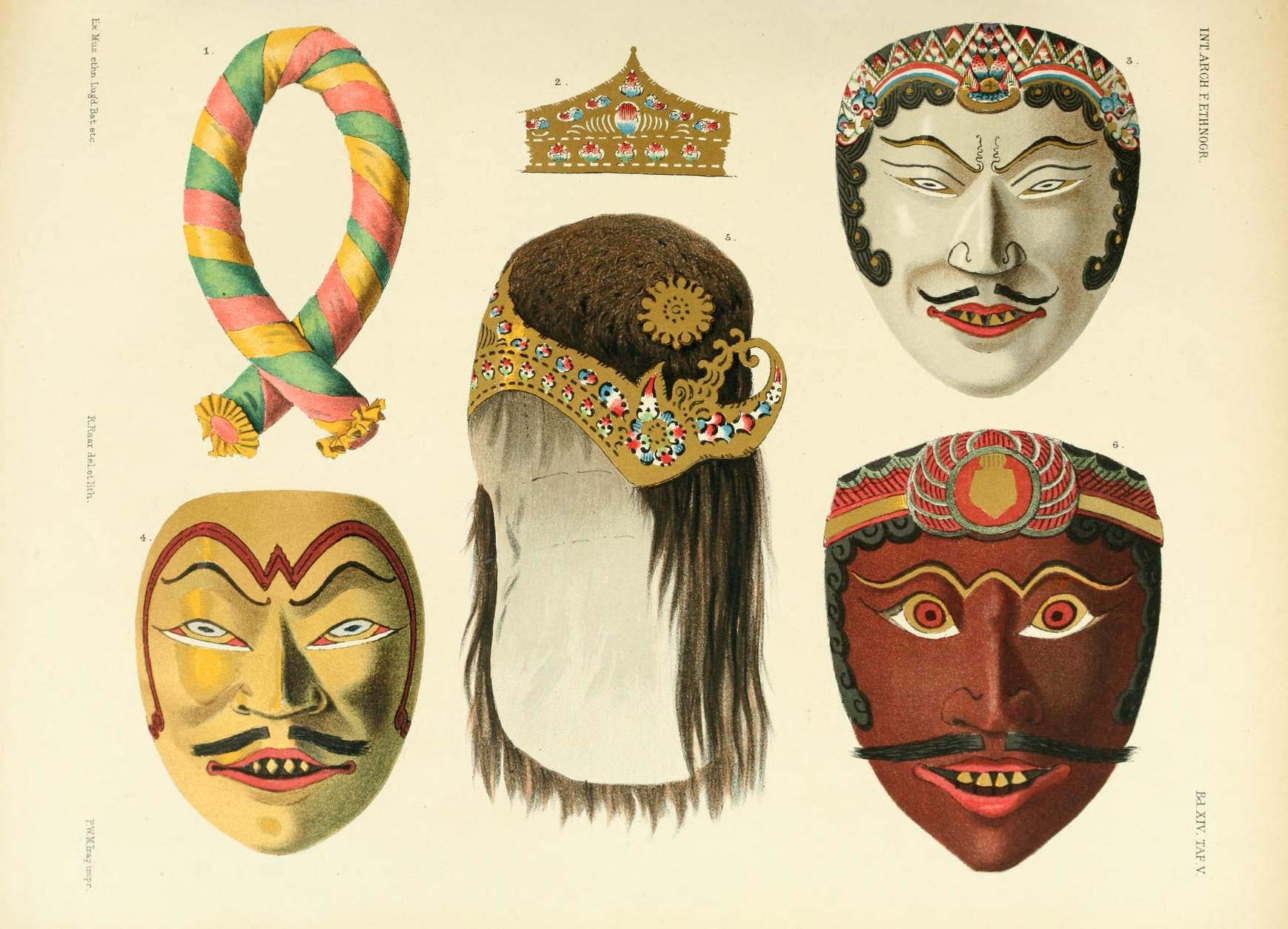
爪哇族的面具作品

## 移民
南島民族在公元一世紀遷徙到馬達加斯加，爪哇族可能參與其中。雖然在馬達加斯加的移民文化與婆羅洲（加里曼丹）的馬安亞人關係最為密切，但馬達加斯加語有部分源自爪哇語藉詞。馬安人（或其他與馬安人有密切相關的加里曼丹原住民）可能被他們的爪哇主人帶到當地作為勞工和奴隸，這些船隊大約在公元50年-500年間抵達馬達加斯加。:114–115
自爪哇島建立印度教王國後，爪哇族商人開始遷移到印尼群島許多地方定居。:24715世紀後期，隨著滿者伯夷王國覆亡，以及爪哇北部海岸穆斯林公國的興起，許多滿者伯夷貴族，工匠和朝臣被迫移居到巴厘島，
這些人為巴厘島的精緻文化提供不少貢獻。有一些拒絕皈依伊斯蘭教的人撤退到今日布羅莫·滕格爾·塞梅魯國家公園附近，保留既有信仰，這些人稱為騰格爾族。
爪哇族也早在馬來亞半島出現。

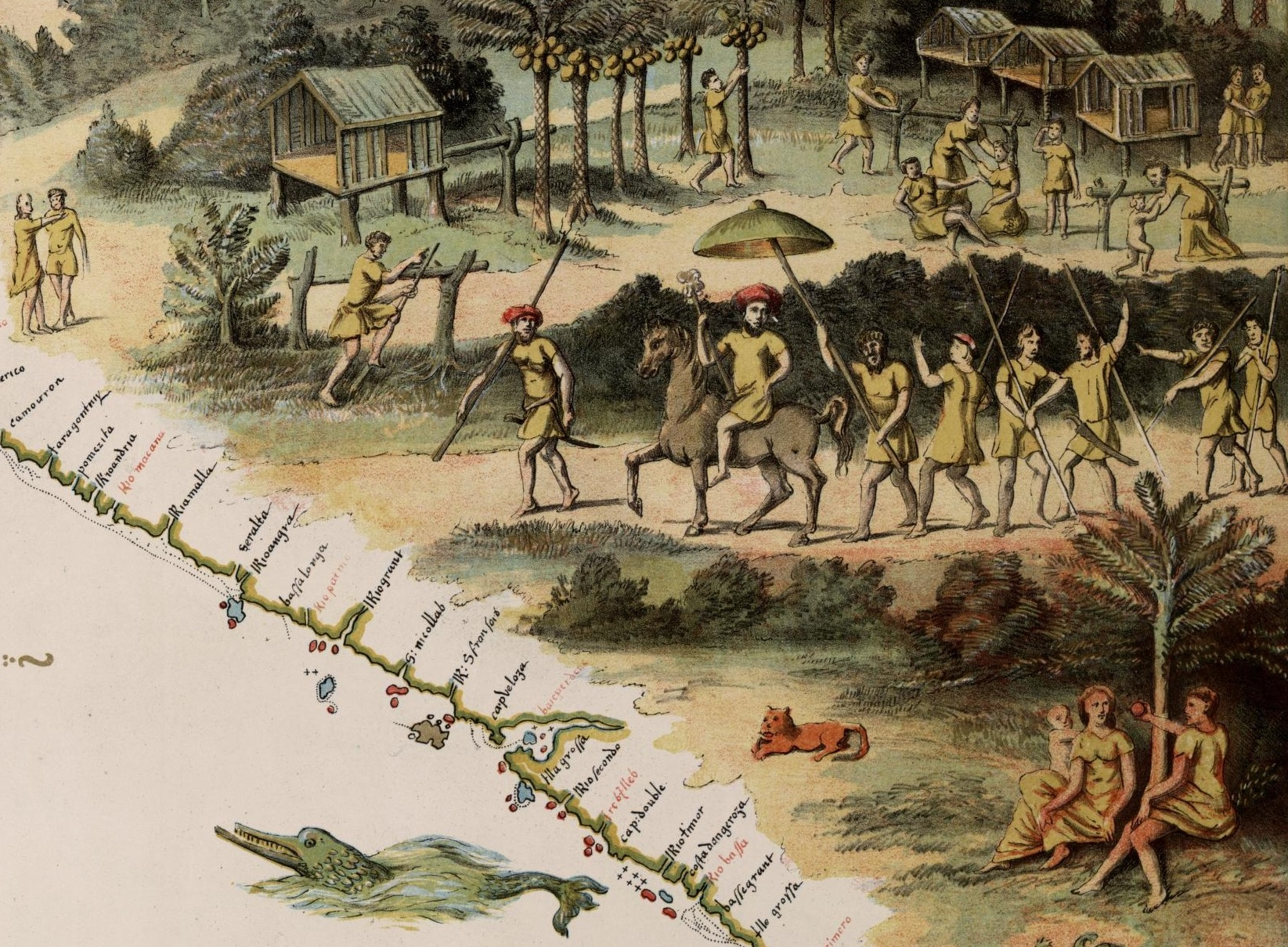
1547年的法拉德世界地圖集手稿中，一幅描述爪哇島居民的圖畫。

馬六甲在伊斯蘭教傳入爪哇島的過程佔有重要地位，當時的教士即從馬六甲出發，前往爪哇北部的海港。荷蘭殖民時期發生爪哇族向馬來亞半島大規模遷移，主要是從中爪哇省遷往到英屬馬來亞。從1880年到1930年間，也從爪哇其他地區，以及將位於蘇門答臘島的爪哇族做第二次遷移到馬來亞半島。這些移民是為遠離當時的荷蘭殖民政府，尋求新生活。如今這些人分散到整個馬來西亞半島，主要集中區為柔佛州、霹靂州和雪蘭莪州，以及吉隆坡等城市。
爪哇族也參與香料貿易，而出現在摩鹿加群島。爪哇島經歷伊斯蘭化後，他們也在摩鹿加群島傳播伊斯蘭教，並約在1484年建立特爾納特蘇丹國。爪哇商人還將婆羅洲的沿海城市居民轉變為信仰伊斯蘭教。
因此，位於爪哇島北部海岸的爪哇族在傳播伊斯蘭教到印尼群島東部方面發揮過重要作用

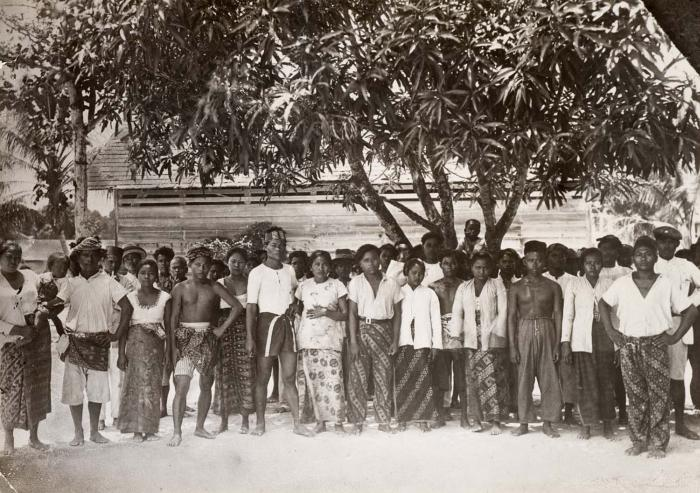
在蘇利南的爪哇族移民（約1940年）。

VOC勢力在17世紀崛起後，發生新的爪哇族移民模式，許多爪哇族遭到流放、奴役或受僱為荷蘭帝國在斯里蘭卡的殖民地，或在在南非的開普殖民地擔任傭兵。這些移民中也包括與VOC發生爭執，然後與隨從一起遭受流放的爪哇族王公和貴族。這些人，連同布吉人和馬來族等，分別被稱為斯里蘭卡馬來人和開普馬來人。
荷蘭殖民政府統治期間，透過印尼國內移民計畫而開始大規模的爪哇族遷徙。當時荷蘭人經營的種植園需要許多勞工，而將許多爪哇族安排為合同工，遷移到蘇門答臘島上。他們還將爪哇族送往位於南美洲的蘇利南。截至2019年，蘇利南人口中約有13.7%具有爪哇族血統。此外，爪哇族也被遷往新喀里多尼亞的種植園，當地為法國殖民地，但由荷蘭殖民政府管理。
由荷蘭人創建的國內移民計畫在印尼獨立後仍繼續進行。在大雅加達都會區（Jabodetabek）、楠榜省、南蘇門答臘省和占碑省均有大量爪哇族人口。

## 資料來源
- Caldarola, Carlo, , Walter de Gruyter, 1982
- Gin, Ooi Keat, , ABC-CLIO, 2004
- Hooker, M.B., , Brill, 1988

## 進一步閱讀
- de Eredia, Manuel Godinho (1613). Description of Malacca and Meridional India. Translated from the Portuguese with notes by J. V. Mills in Eredia's Description of Malaca, Meridional India, and Cathay, Journal of the Malayan Branch of the Royal Asiatic Society. Vol. VIII, April 1930.
- Kuncaraningrat Raden Mas; Southeast Asian Studies Program (Institute of Southeast Asian Studies), , Oxford University Press, 1985, ISBN 978-0-19-582542-8
- Nugroho, Irawan Djoko (2011). Majapahit Peradaban Maritim. Suluh Nuswantara Bakti. ISBN 9786029346008.
- Triastanti, Ani. Perdagangan Internasional pada Masa Jawa Kuno; Tinjauan Terhadap Data Tertulis Abad X-XII. Essay of Faculty of Cultural Studies. Gadjah Mada University of Yogyakarta, 2007.